# قيسارية الفاضل
انتشر في المدن الإسلامية وخاصة التي تشتهر بأهمية تجارية إقامة نوع من العمائر أُطلق عليها الوكالات، والخانات، والقيساريات. 
وكانت متشابهة تقريباً في تصميمها وأسلوب بنائها فكانت تتكون من فناء أوسط تقليدي كبير، تحيط الوحدات البنائية المختلفة، وكان الطابق الأرضي يُستعمل كحوانيت لعرض السلع والبيع والشراء أو كمخازن لحفظ البضائع الواردة من خارج أو داخل البلاد أو اسطبلات للدواب، وكانت بالطوابق العليا حجرات وكان بعضها يُستعمل للبيع والشراء أيضاً. وكان البعض الآخر يستخدم لسكنى التجار الوافدين أو المقيمين بصفة مؤقتة أو دائمة، وكانت تطلق أيضاً على الأسواق المفتوحة على الطرق والشوارع. 
أما قيسارية الفاضل فكان موقعها على يمين الداخل من باب زويلة أمام باب جامع المؤيد وانشأها القاضي الفاضل عبدالرحيم بن علي البياني، وكانت في وقت المقريزي في أوقاف البيمارستان المنصوري وتشمل على قيسارية ذات بحرة ماء للوضوء بوسطها وأخرى بجانبها يباع فيها جهاز النساء وأساورهن ويعلوها ربع فيه عدة مساكن.